# Сорико
Сорико (італ. Sorico) — муніципалітет в Італії, у регіоні Ломбардія, провінція Комо.
Сорико розташоване на відстані близько 540 км на північний захід від Рима, 80 км на північ від Мілана, 50 км на північний схід від Комо.
Населення — 1259 осіб (2014).

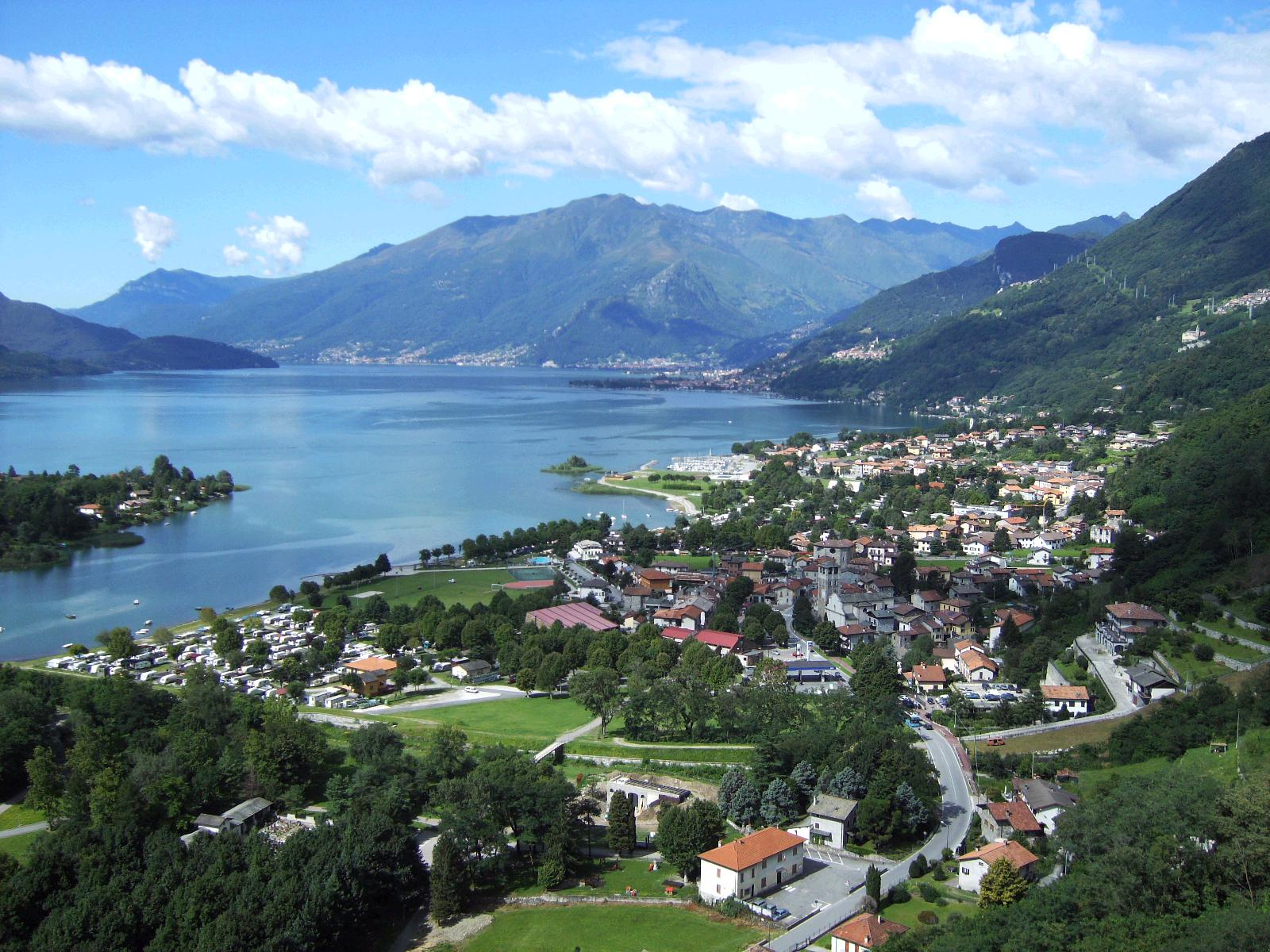

Щорічний фестиваль відбувається 26 грудня. Покровитель — святий Степан.

## Демографія
Населення за роками:

Станом на 1 січня 2023 року в муніципалітеті офіційно проживали 52 іноземці з 21 країни, серед них 13 громадян країн Євросоюзу.

## Сусідні муніципалітети
- Дубіно
- Джера-Ларіо
- Монтемеццо
- Новате-Меццола
- Самолако
- Верчея